# Wolfgang Faber (Gewichtheber)
Hans Wolfgang Faber (* 11. Oktober 1943 in Rosenthal) ist ein ehemaliger deutscher Gewichtheber.
Wolfgang Faber trat in der Leichtgewicht-Klasse für den TSC Berlin an. In den Jahren 1968 bis 1970 wurde er dreimal hintereinander Zweiter der DDR-Meisterschaften, bis er 1971 den Titel erringen konnte. Im Folgejahr nahm er an den Olympischen Spielen in München teil und kam auf den elften Platz. Er erreichte am 30. August 1972 in der Klasse bis 67,5 kg im Dreikampf – in der Addition von Drücken, Reißen und Stoßen – 405,0 kg.
Bei den Europameisterschaften 1972 im rumänischen Constanța belegte er den 5. Platz.
Nach diesen Europameisterschaften beabsichtigte er, sich der Talentsuche zu widmen.
Von Beruf war Wolfgang Faber Diplomgärtner. Er lebt aktuell (2023) in Berlin-Köpenick und ist im Vorstand der SG Anton Saefkow 83.